# Jeff Giuliano
Jeffrey Joseph „Jeff“ Giuliano (* 20. Juni 1979 in Nashua, New Hampshire) ist ein ehemaliger US-amerikanischer Eishockeyspieler und derzeitiger -trainer, der insgesamt 101 Spiele für die Los Angeles Kings in der National Hockey League (NHL) absolvierte und von 2009 bis 2015 bei den Iserlohn Roosters in der Deutschen Eishockey Liga (DEL) aktiv war. Nach dem Ende seiner Spielerkarriere nahm er eine Laufbahn als Trainer auf.

## Karriere

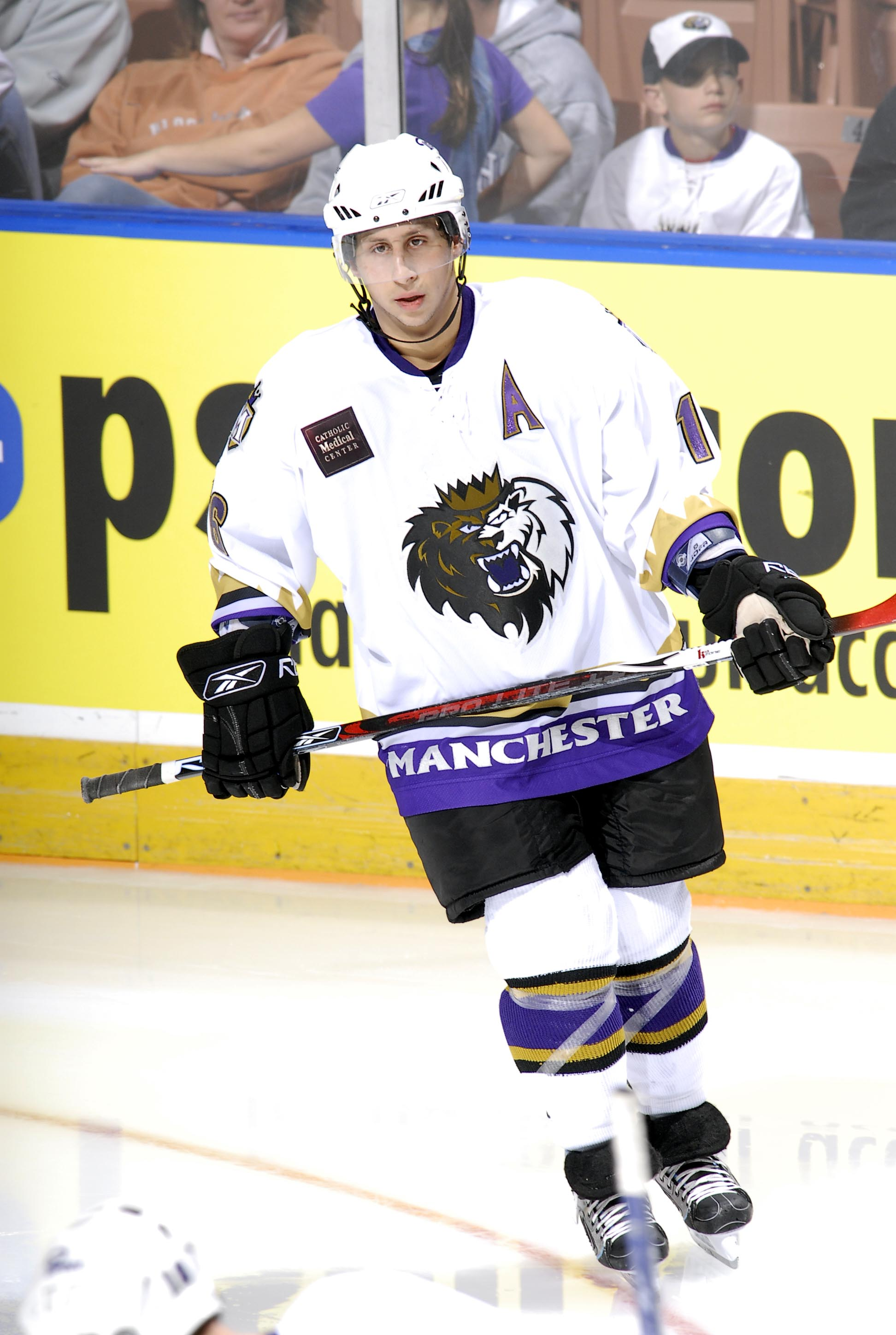
Giuliano im Trikot der Manchester Monarchs (2006)

Jeff Giuliano begann seine Eishockeykarriere im Kindesalter und feierte bereits in der Schulmannschaft erste Erfolge. 1997 und 1998 wurde er unter anderem als Most Valuable Player der St. Paul’s School in der Independent School League ausgezeichnet. Nach seinem Schulabschluss besuchte er das Boston College, wo er ebenfalls Mitglied des Eishockeyteams wurde. 1999 und 2001 wurde er in das All-Star-Team der Hockey-East-Division gewählt, 2001 gewann er mit seiner Mannschaft auch die NCAA-Meisterschaft. In seinem letzten Jahr an der Universität übernahm er die Kapitänsrolle.
Die erste Profisaison spielte Giuliano zur Hälfte bei den Reading Royals in der East Coast Hockey League. Zugleich fand er Einstieg in die Organisation der Los Angeles Kings und unterschrieb einen Vertrag beim AHL-Farmteam Manchester Monarchs. Im November 2005 schaffte der Stürmer den Sprung in das NHL-Team der Kings und absolvierte in der Saison insgesamt 48 Spiele für Los Angeles. In der Spielzeit 2006/07 fiel der Stürmer durch eine schwerwiegende Verletzung lange aus. Erst in den Play-offs 2007 kehrte der US-Amerikaner in das Team in Manchester zurück, für NHL-Spiele wurde er nicht mehr nominiert. Ab Dezember 2007 lief Giuliano schließlich wieder regelmäßig in der NHL auf.
Im Sommer 2008 unterschrieb Giuliano einen Vertrag beim HK Dinamo Minsk in der neu gegründeten Kontinentalen Hockey-Liga. Da er jedoch mit der Spielweise und der Sprachbarriere Probleme hatte, wurde der Vertrag fünf Monate später wieder aufgelöst. Ende Oktober des folgenden Jahres statteten ihn die Iserlohn Roosters aus der Deutschen Eishockey Liga mit einem einmonatigen Probevertrag aus. In seinem zweiten Spiel kassierte Giuliano eine Spieldauerdisziplinarstrafe, sodass er in Kombination mit der Länderspielpause bis zur Hälfte des Monats erst zwei Spiele für die Iserlohner bestreiten konnte. In den folgenden fünf Partien fand er schließlich die Bindung zum Team und verbuchte im Spiel gegen die Augsburger Panther sein erstes Tor und eine Vorlage. Auch mit Einsatz und Kampf lieferte er weitere Argumente für einen neuen Vertrag, was auch die Fans honorierten und ihn nach Spielende feierten. Am 30. November 2009 verlängerten die Roosters den Vertrag mit dem US-Amerikaner bis zum Saisonende. Mit Daniel Sparre und Brian Swanson in einer Reihe setzte der defensive Stürmer auch offensive Akzente. Der Lohn war ein neuer Zweijahresvertrag. Seine gleichbleibend guten Leistungen, der Kampfeswille und die Einsatzfreude in den folgenden Spielzeiten bescherten Giuliano im Januar 2012 eine weitere Vertragsverlängerung um zwei Jahre. Nachdem ihm am 14. November 2014 im Ligaspiel gegen die Nürnberg Ice Tigers ein Schläger ins Gesicht geschlagen wurde, fiel er bis Saisonende aus und beendete daraufhin seine aktive Karriere.
Jeff Giuliano galt in seinen aktiven Zeiten als guter Teamspieler, der fehlendes Talent und seine eher geringe Größe durch Kampfgeist ausglich und deshalb auch vielseitig einsetzbar war. Zudem wurden seine Skating-Fähigkeiten gelobt.

### Trainerlaufbahn
Zur Saison 2015/16 wurde Jeff Giuliano als Assistenztrainer von den Manchester Monarchs aus der ECHL verpflichtet. Nach drei Jahren wechselte er 2018 zur University of New Hampshire, deren Eishockeyteam er ebenfalls als Co-Trainer betreute. Zur Saison 2022/23 wurde er zum Associate Head Coach befördert.

## Erfolge und Auszeichnungen
| - 1999 Lamoriello-Trophy-Gewinn mit dem Boston College - 1999 Hockey East All-Academic Team - 2001 Lamoriello-Trophy-Gewinn mit dem Boston College | - 2001 NCAA-Division-I-Championship mit dem Boston College - 2001 Hockey East All-Academic Team - 2002 Hockey East All-Academic Team |

## Karrierestatistik
(Legende zur Spielerstatistik: Sp oder GP = absolvierte Spiele; T oder G = erzielte Tore; V oder A = erzielte Assists; Pkt oder Pts = erzielte Scorerpunkte; SM oder PIM = erhaltene Strafminuten; +/− = Plus/Minus-Bilanz; PP = erzielte Überzahltore; SH = erzielte Unterzahltore; GW = erzielte Siegtore; 1 Play-downs/Relegation; Kursiv: Statistik nicht vollständig)